# Pomladanski žafran
Pomladanski žafran (znanstveno ime Crocus vernus) je vrsta v družini perunikovk (Iridaceae). Je med prvimi spomladanskimi cvetlicami na naših travnikih. Zaradi svoje pogostosti je morda manj zanimiv kot druge zgodnje pomladanske cvetice.
Po travnikih, sadovnjakih, na robu gozda in po logih lahko najdemo različno obarvane primerke, od povsem belih do takih z močnimi progami. Ima navadno vijoličasto cvetno odevalo, dolgo 3,5 do 5 cm, in brazdo daljšo od prašnikov, ki so trije, venčnih listov je šest. Rastlina ima v zemlji okrogel ploščat gomolj, ki ga obdaja rjava kožica. Iz gomolja izrašča cevast cvet. Listi so dolgi in imajo po vsej dolžini belo črto. Povezujejo jih bele kožice. Ko žafran odcveti, se listi močno razvijejo, da omogočijo dozorevanje gomolja.
Pomladanski žafran je v različnih oblikah razširjen od Mediterana do prednje Azije, na jug do Sicilije. Običajno raste v velikih skupinah.

## Pomladanski žafran v Sloveniji
V Sloveniji rasteta dve podvrsti pomladanskega žafrana:
- pomladanski žafran (Crocus vernus ssp. vernus), ki ima navadno vijoličasto cvetno odevalo
- beli žafran ali nunka (Crocus vernus ssp. albiflorus), ki ima navadno belo cvetno odevalo

Na Slovenskem sega najvišje beli žafran ali nunka (Crocus vernus subsp. albiflorus (Kit.) Asherson & Graebner). Cveti lahko vse do maja.

## Galerija
- Kultivar Crocus vernus
- Vijolični in beli Crocus vernus